# Шестилучевые кораллы
Шестилучевы́е кора́ллы (лат. Hexacorallia) — подкласс коралловых полипов (Anthozoa), охватывающий примерно 4300 видов морских организмов. Это одиночные или колониальные полипы с шестилучевой симметрией.
Количество щупалец, окружающих ротовое отверстие полипа, обычно равно или кратно 6, реже их 5, 8 или 10. У большинства есть наружный скелет, часто очень массивный, известковый, органический или органо-известковый. В отличие от восьмилучевых кораллов (Octocorallia), мышечные септы на перегородках в кишечной полости повёрнуты в разных направлениях.
Подкласс шестилучевых кораллов делится на 6 современных отрядов (около 4300 видов) и 2 вымерших.
- Актинии (Actiniaria)
- Чёрные кораллы (Antipatharia)
- Цериантарии (Ceriantharia)
- Кораллиморфарии (Corallimorpharia)
- † Ругозы (Rugosa)
- Мадрепоровые кораллы (Scleractinia)
- † Табуляты (Tabulata)
- Зоантарии (Zoanthidea)

Большинство филогенетических анализов, опирающихся на молекулярные данные, подтверждают монофилетичность современных отрядов.